# Drugs.com
Drugs.com je onlajn farmaceutska enciklopedija koja pruža informacije o lekovima za korisnike i zdravstvene radnike.

## Vebsajt
websajt je zvanično počeo sa radom septembra 2001. Sajt sadrži kolekciju referenciranih podataka koja obuhvata sadržaj sa Cerner Multum, Micromedex sa Thomson Reuters, Wolters Kluwer Health, SAD FDA, Physicians' Desk Reference, A.D.A.M., , AHFS, , Severno Američkih kompendijuma, , & .
Maja 2010, SAD FDA je najavila saradnju sa Drugs.com s ciljem distribucije ažuriranih korisničkih hdravstvenih podataka na Drugs.com vebsajtu i mobilnoj platformi.